# Malay-le-Petit
Malay-le-Petit é uma comuna francesa na região administrativa de Borgonha-Franco-Condado, no departamento de Yonne. Estende-se por uma área de 11 km². Em 2010 a comuna tinha 342 habitantes (densidade: 31,1 hab./km²).